# Marin Niculescu
Marin Niculescu (n. 1 noiembrie 1859 - d. ?) a fost unul dintre generalii Armatei României din Primul Război Mondial.
A îndeplinit funcția de comandant de divizie în campania anului 1916.

## Cariera militară
După absolvirea școlii militare de ofițeri cu gradul de sublocotenent, Marin Niculescu a ocupat diferite poziții în cadrul unităților de infanterie sau în eșaloanele superioare ale armatei, cele mai importante fiind cele de comandant al Regimentului 4 Artilerie sau comandant al Corpului 2 Teritorial.
În perioada Primului Război Mondial, îndeplinit funcția de comandant al Diviziei 3 Infanterie, în perioada 14/27 august 1916 - 20 noiembrie/3 decembrie 1916.

## Lucrări
- Armele portative și artileria. Chestiunile coprinse în programul analitic pentru gradul de major relative la infanterie și cavalerie, desvoltate de Majorul M. Niculescu din Marele Stat Major. Cu 89 figuri în 3 planșe la fine, Tipogrrafia Nouă Grigore Panaitescu, București, 1897
- Noui instrucțiuni asura jocului de resboiu. Metoda coeficienților, de Maiorul M. Niculescu, Tipografia Voința Națională, Bucuresci, 1901[7]

## Decorații
- Ordinul „Steaua României”, în grad de ofițer (1907)
- Ordinul „Coroana României”, în grad de ofițer (1897) [1]:p. 430